# NGC 2837
NGC 2837 ist ein Doppelstern im Sternbild Hydra. Das Objekt wurde am 16. Dezember 1827 von John Herschel entdeckt und fälschlicherweise in den NGC-Katalog aufgenommen.